# Генсьорський Антін Іванович

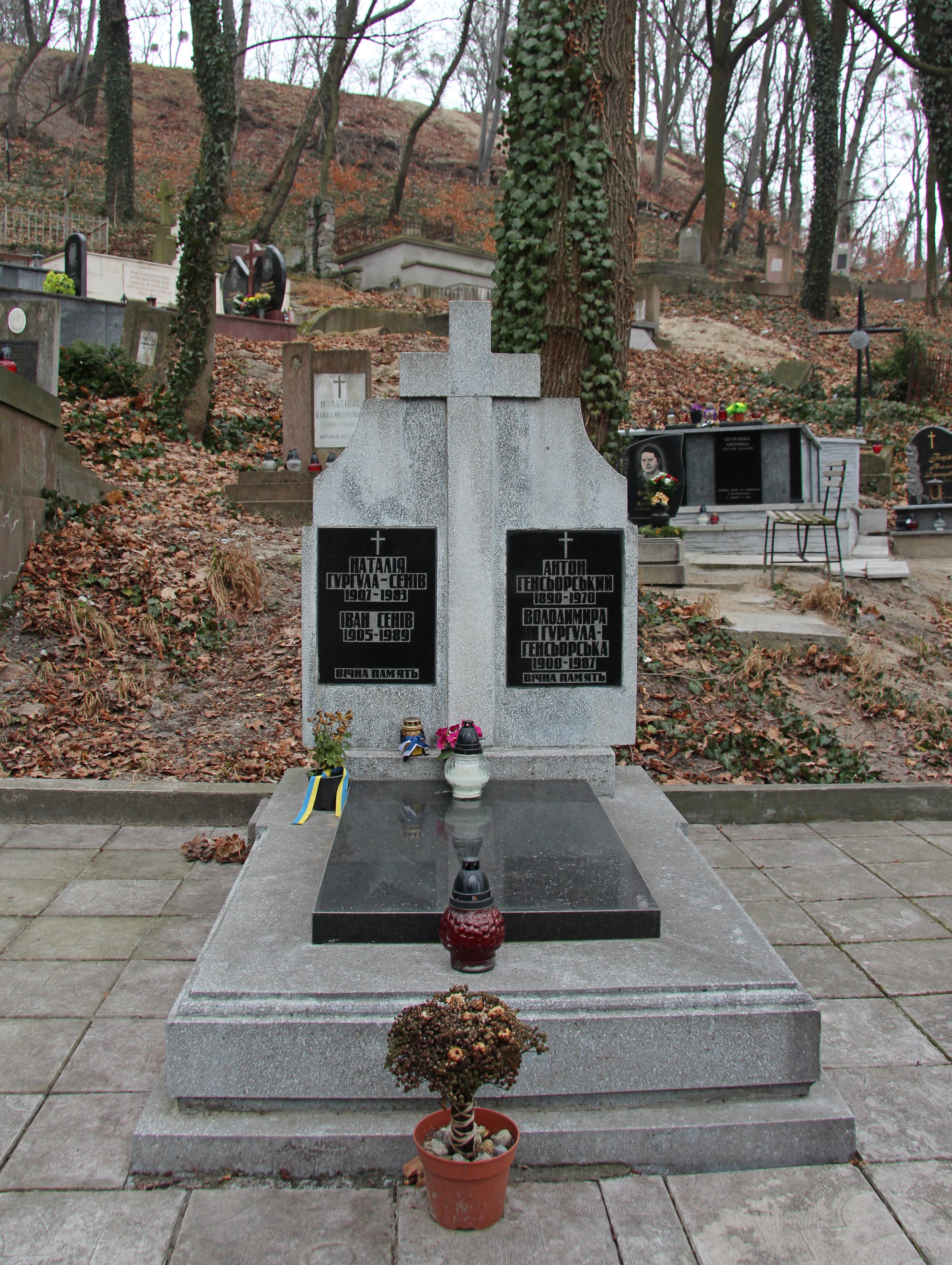

Генсьо́рський Антін Іванович (нар. 30 січня 1890 — 17 червня 1970) — мовознавець. Кандидат філологічних наук (1957).

## Біографія
Закінчив Санкт-Петербурзький університет (1914). Після повернення на Галичину 1914 був заарештований австрійською владою і засланий на 2 роки до табору Талергоф (поблизу м. Ґрац, нині Австрія) за «підозріле перебування в Росії». Від 1916 — в армії, згодом у російському полоні.
1919–1921 вчителював, 1921–1925 — журналіст газети «Русь», «Жизнь» та професор Українського таємного університету у Львові); 1924–1939 — працівник наукової бібліотеки Руського народного інституту «Народний дім» у Львові (від 1940 — відділення наукової бібліотеки АН УРСР, яким Генсьорський завідував з перервою до 1949 і одночасно викладав у Львівському університеті); 1944–1963 — у системі АН УРСР: науковий співробітник Львівського відділення Інституту мовнознавства, від 1951 — старший науковий співробітник Інституту суспільних наук.
Досліджував мову історичних пам'яток, зокрема обрґунтував власні концепції щодо авторства різних частин Галицько-Волинського літопису та автентичності грамот князя Льва Даниловича; питання лексикографії, бібліотекознавства. Співавтор і один із редакторів «Польсько-українського словника» (томи 1—2, книги 1—3, Київ, 1958–1960), брав участь у роботі над «Словником староукраїнської мови XIV–XV століття» (томи 1—2, Київ, 1977–1978).
Похований на 35 полі Личаківського цвинтаря.

## Праці
- Великий мастер русской культуры Иван Федоров. Л., 1925;
- Нинішня великоруська пісня. Л., 1926;
- Значення форм минулого часу в Галицько-Волинському літописі. К., 1957;
- Галицько-Волинський літопис. Процес складання, редакції і редактори. К., 1958;
- Галицько-Волинський літопис: лексичні, фразеологічні та стилістичні особливості. К., 1961;
- Термін «Русь» (та похідні) в древній Русі і в період формування народностей і націй // Дослідж. і мат. з укр. мови. Т. 5. Л., 1962.

Статті
- Генсьорський А.І. З коментарів до Галицько-Волинського літопису (волинсько-галицькі грамоти ХІІІ ст.) // Історичні джерела та їх використання. Т.4. Київ, 1964, С. 171—184.